# Hannah Murray
Hannah Murray (Bristol, 1 juli 1989) is een Engelse actrice. Ze is bekend dankzij haar rollen in de Britse tienergeoriënteerde televisieserie Skins en de fantasy-serie Game of Thrones.

## Carrière
Haar eerste televisierol was in Skins als Cassie, een tienermeisje dat drugs gebruikt en anorexia nervosa heeft. Hierna had ze rollen in de films Womb en Chatroom. Vanaf 2012 speelt ze het karakter Gilly in de succesvolle fantasy-serie Game of Thrones van HBO.

## Filmografie
- 2007-2013: Skins als Cassie Ainsworth ( 20 afleveringen )
- 2010: Above Suspicion: the Red Dahlia als Emily Wickenham ( 2 afleveringen )
- 2010: Chatroom als Emily
- 2010: Womb als Monica
- 2011: Little Glory als Jessica
- 2012: Dark Shadows als Hippy Chick
- 2013: The Numbers Station als Rachel Davis
- 2014: God Help the Girl als Cassie
- 2015: Bridgend als Sara
- 2017: Detroit als Julie
- 2018: Charlie Says als Leslie van Houten
- 2012-2019: Game of Thrones als Gilly ( 27 afleveringen )

- Bibliothèque nationale de France: cb17113976z (data)
- CiNii: DA18732803
- Gemeinsame Normdatei: 1013318587
- International Standard Name Identifier: 0000 0001 2143 421X
- Library of Congress Control Number: no2009102233
- MusicBrainz: 9557cc5b-f6bb-41c3-b41a-b6ed5bbee21f
- Nederlandse Thesaurus van Auteursnamen: 391717162
- SNAC: w63x9x7s
- Système universitaire de documentation: 199627797
- Virtual International Authority File: 91117898
- WorldCat: E39PBJxWXxqfgpPrV9dvCHJFKd